# Viodo
Viodo es una parroquia y localidad del concejo asturiano de Gozón. Comprende el cabo de Peñas y ocupa el extremo más septentrional del mismo y a su vez, del Principado de Asturias. Se encuentra a 7 kilómetros de la capital municipal, Luanco.

## Demografía
La parroquia consta de 3 núcleos de población repartidos a lo largo de su territorio: Cabo de Peñas, Ferrero y Viodo.

### Evolución de la población:[3]
| Gráfica de evolución de Viodo entre 2000 y 2021 |
|                                                 |